# Pterostylis
Pterostylis es un género de orquídeas perteneciente a la subfamilia Orchidoideae dentro de la familia Orchidaceae. 
Es un género caducifolio con unas 200 más o menos especies de orquídeas que se encuentran principalmente en Nueva Zelanda, Australia, Papúa Nueva Guinea y Nueva Caledonia.  El nombre común de esta orquídea en inglés es Greenhood. Son una serie de especies de flores verdes con el sépalo dorsal formando una "campana" con el resto de la flor. 
El nombre Pterostylis deriva del griego columna alada (πτερόν   pteron =  ala, στῦλος  stylos =  columna).  En una serie de especies, la flor tiene una bisagra labio que oscila hacia atrás cuando la toca un insecto, formando un tubo con la columna y las alas. Los visitantes florales más comunes son pequeñas mosquitas de la familia Mycetophilidae o mosquitos (Culicidae). El insecto es atrapado y luego forzado a arrastrarse fuera del tubo. Las polinias se adhieren a su cuerpo en el proceso y son llevadas más tarde a otra flor, asegurando así la polinización. Es un tipo especializado de polinización, una coevolución entre el insecto y la planta.
El fruto es una cápsula dehiscente con más de 500 semillas. Las semillas requieren de hongos micorrízicos para su germinación.

## Sinonimia
- Diplodium Sw. (1810)
- Oligochaetochilus Szlach. (2001)
- Plumatichilos Szlach. (2001)
- Petrorchis D.L. Jones & M.A. Clem. (2002)
- Linguella D.L. Jones & M.A. Clem. (2002)
- Crangonorchis D.L. Jones & M.A. Clem. (2002)
- Hymenochilus D.L. Jones & M.A. Clem. (2002)
- Bunochilus D.L. Jones & M.A. Clem. (2002)
- Speculantha D.L. Jones & M.A. Clem. (2002)
- Ranorchis D.L. Jones & M.A. Clem. (2002)
- Taurantha D.L. Jones & M.A. Clem. (2002)
- Pharochilum D.L. Jones & M.A. Clem. (2002)
- Eremorchis D.L. Jones & M.A. Clem. (2002)
- Urochilus D.L. Jones & M.A. Clem. (2002)
- Stamnorchis D.L. Jones & M.A. Clem. (2002)

## Especies
- Pterostylis abrupta D.L.Jones
- Pterostylis aciculiformis (Nicholls) M.A.Clem. & D.L.Jones
- Pterostylis acuminata R.Br.
- Pterostylis aenigma D.L.Jones & M.A.Clem.
- Pterostylis aestiva D.L.Jones
- Pterostylis agathicola D.L.Jones, Molloy & M.A.Clem.
- Pterostylis agrestis (D.L.Jones) G.N.Backh.
- Pterostylis alata (Labill.) Rchb.f.
- Pterostylis allantoidea R.S.Rogers
- Pterostylis alobula (Hatch) L.B.Moore
- Pterostylis alpina R.S.Rogers
- Pterostylis alveata Garnet
- Pterostylis anaclasta (D.L.Jones) Janes & Duretto
- Pterostylis anatona D.L.Jones
- Pterostylis aneba D.L.Jones
- Pterostylis angusta A.S.George
- Pterostylis aphylla Lindl.
- Pterostylis aquilonia D.L.Jones & B.Gray
- Pterostylis arenicola M.A.Clem. & J.Stewart
- Pterostylis areolata Petrie
- Pterostylis arfakensis (J.J.Sm.) D.L.Jones & M.A.Clem.
- Pterostylis aspera D.L.Jones & M.A.Clem.
- Pterostylis atrans D.L.Jones
- Pterostylis atriola D.L.Jones
- Pterostylis auriculata Colenso
- Pterostylis australis Hook.f.
- Pterostylis banksii R.Br. ex A.Cunn.
  - var. banksii
  - var. silvicultrix
- Pterostylis baptistii Fitzg.
- Pterostylis barbata Lindl.,
- Pterostylis barringtonensis (D.L.Jones) G.N.Backh.
- Pterostylis basaltica D.L.Jones & M.A.Clem.
- Pterostylis bicolor M.A.Clem. & D.L.Jones
- Pterostylis bicornis D.L.Jones & M.A.Clem.
- Pterostylis biseta Blackmore & Clemesha
- Pterostylis boormanii Rupp
- Pterostylis brumalis L.B.Moore
- Pterostylis bryophila D.L.Jones
- Pterostylis bureaviana Schltr.
- Pterostylis calceolus M.A.Clem.
- Pterostylis cardiostigma D.Cooper
- Pterostylis caulescens L.O.Williams
- Pterostylis cernua D.L.Jones, Molloy & M.A.Clem.
- Pterostylis chaetophora M.A.Clem. & D.L.Jones
- Pterostylis cheraphila D.L.Jones & M.A.Clem.
- Pterostylis chlorogramma D.L.Jones & M.A.Clem.
- Pterostylis chocolatina (D.L.Jones) G.N.Backh.
- Pterostylis ciliata M.A.Clem. & D.L.Jones
- Pterostylis clavigera Fitzg.
- Pterostylis clivicola (D.L.Jones) G.N.Backh.
- Pterostylis cobarensis M.A.Clem.
- Pterostylis coccina Fitzg.
- Pterostylis collina (Rupp) M.A.Clem. & D.L.Jones
- Pterostylis commutata D.L.Jones
- Pterostylis concava D.L.Jones & M.A.Clem.
- Pterostylis concinna R.Br.
- Pterostylis conferta (D.L.Jones) G.N.Backh.
- Pterostylis crassa (D.L.Jones) G.N.Backh.
- Pterostylis crassicaulis (D.L.Jones & M.A.Clem.) G.N.Backh.
- Pterostylis crassichila D.L.Jones
- Pterostylis cucullata R.Br.
- Pterostylis curta R.Br. - especie tipo
- Pterostylis cycnocephala Fitzg.
- Pterostylis daintreana F.Muell. ex Benth.
- Pterostylis decurva R.S.Rogers
- Pterostylis depauperata F.M.Bailey
- Pterostylis despectans (Nicholls) M.A.Clem. & D.L.Jones
- Pterostylis dilatata A.S.George
- Pterostylis diminuta (D.L.Jones) G.N.Backh.
- Pterostylis dolichochila D.L.Jones & M.A.Clem.
- Pterostylis dubia R.Br.
- Pterostylis elegans D.L.Jones
- Pterostylis erecta T.E.Hunt
- Pterostylis erythroconcha M.A.Clem. & D.L.Jones
- Pterostylis exalla (D.L.Jones) G.N.Backh.
- Pterostylis excelsa M.A.Clem.
- Pterostylis extranea (D.L.Jones) Janes & Duretto
- Pterostylis ferruginea (D.L.Jones) G.N.Backh.
- Pterostylis fischii Nicholls
- Pterostylis flavovirens (D.L.Jones) R.J.Bates
- Pterostylis foliata Hook.f.
- Pterostylis frenchii (D.L.Jones) A.P.Br.
- Pterostylis furcata Lindl.
- Pterostylis gibbosa R.Br.
- Pterostylis glyphida (D.L.Jones) G.N.Backh.
- Pterostylis graminea Hook.f.
- Pterostylis grandiflora R.Br.
- Pterostylis hamata Blackmore & Clemesha
- Pterostylis hamiltonii Nicholls
- Pterostylis hians D.L.Jones
- Pterostylis hildae Nicholls
- Pterostylis hispidula Fitzg.
- Pterostylis humilis R.S.Rogers
- Pterostylis incognita (D.L.Jones) G.N.Backh.
- Pterostylis insectifera M.A.Clem.
- Pterostylis irsoniana Hatch
- Pterostylis irwinii D.L.Jones
- Pterostylis jonesii G.N.Backh.
- Pterostylis laxa Blackmore
- Pterostylis lepida (D.L.Jones) G.N.Backh.
- Pterostylis leptochila M.A.Clem. & D.L.Jones
- Pterostylis lineata (D.L.Jones) G.N.Backh.
- Pterostylis lingua M.A.Clem.
- Pterostylis littoralis (D.L.Jones) R.J.Bates
- Pterostylis loganii (D.L.Jones) G.N.Backh.
- Pterostylis longicurva Rupp
- Pterostylis longifolia R.Br.
- Pterostylis longipetala Rupp
- Pterostylis lustra D.L.Jones
- Pterostylis macilenta (D.L.Jones) G.N.Backh.
- Pterostylis macrocalymma M.A.Clem. & D.L.Jones
- Pterostylis macrosepala (D.L.Jones) G.N.Backh.
- Pterostylis major (D.L.Jones) G.N.Backh.
- Pterostylis maxima M.A.Clem. & D.L.Jones
- Pterostylis melagramma D.L.Jones
- Pterostylis metcalfei D.L.Jones
- Pterostylis micromega Hook.f.
- Pterostylis mirabilis (D.L.Jones) R.J.Bates
- Pterostylis mitchellii Lindl. in T.L.Mitchell
- Pterostylis montana Hatch
  - var. montana
  - var. rubricaulis
- Pterostylis monticola D.L.Jones
- Pterostylis multiflora (D.L.Jones) G.N.Backh.
- Pterostylis mutica R.Br.
- Pterostylis mystacina (D.L.Jones) Janes & Duretto
- Pterostylis nana R.Br.
- Pterostylis nigricans D.L.Jones & M.A.Clem.
- Pterostylis nutans R.Br.
- Pterostylis oblonga D.L.Jones
- Pterostylis obtusa R.Br.
- Pterostylis oliveri Petrie
- Pterostylis ophioglossa R.Br.
- Pterostylis ovata M.A.Clem.
- Pterostylis paludosa D.L.Jones, Molloy & M.A.Clem.
- Pterostylis papuana Rolfe
- Pterostylis parca (D.L.Jones) G.N.Backh.
- Pterostylis parviflora R.Br.
- Pterostylis patens Colenso
- Pterostylis pearsonii (D.L.Jones) Janes & Duretto
- Pterostylis pedina (D.L.Jones) Janes & Duretto
- Pterostylis pedoglossa Fitzg.
- Pterostylis pedunculata R.Br.
- Pterostylis petrosa D.L.Jones & M.A.Clem.
- Pterostylis picta M.A.Clem.
- Pterostylis planulata D.L.Jones & M.A.Clem.
- Pterostylis plumosa Cady
- Pterostylis porrecta D.L.Jones, Molloy & M.A.Clem.
- Pterostylis praetermissa M.A.Clem. & D.L.Jones
- Pterostylis prasina (D.L.Jones) G.N.Backh.
- Pterostylis pratensis D.L.Jones
- Pterostylis procera D.L.Jones & M.A.Clem.
- Pterostylis psammophilus (D.L.Jones) R.J.Bates
- Pterostylis puberula Hook.f.
- Pterostylis pulchella Messmer
- Pterostylis pusilla R.S.Rogers
- Pterostylis pyramidalis Lindl.
- Pterostylis recurva Benth.
- Pterostylis reflexa R.Br.
- Pterostylis revoluta R.Br.
- Pterostylis riparia D.L.Jones
- Pterostylis robusta R.S.Rogers
- Pterostylis roensis M.A.Clem. & D.L.Jones
- Pterostylis rogersii E.Coleman
- Pterostylis rubenachii D.L.Jones
- Pterostylis rubescens (D.L.Jones) G.N.Backh.
- Pterostylis rufa R.Br.
- Pterostylis russellii T.E.Hunt
- Pterostylis sanguinea D.L.Jones & M.A.Clem.
- Pterostylis sargentii C.R.P.Andrews
- Pterostylis saxicola D.L.Jones & M.A.Clem.
- Pterostylis scabra Lindl.
- Pterostylis scabrida Lindl.
- Pterostylis scoliosa D.L.Jones
- Pterostylis setifera M.A.Clem.
- Pterostylis silvicultrix (F.Muell.) D.L.Jones & M.A.Clem.
- Pterostylis sinuata (D.L.Jones) Janes & Duretto
- Pterostylis smaragdyna D.L.Jones & M.A.Clem.
- Pterostylis spathulata M.A.Clem.
- Pterostylis spissa (D.L.Jones) G.N.Backh.
- Pterostylis splendens D.L.Jones & M.A.Clem.
- Pterostylis squamata R.Br.
- Pterostylis stenochila D.L.Jones
- Pterostylis stenosepala (D.L.Jones) G.N.Backh.
- Pterostylis stricta Clemesha & B.Gray
- Pterostylis subtilis D.L.Jones
- Pterostylis tanypoda D.L.Jones, Molloy & M.A.Clem.
- Pterostylis tasmanica D.L.Jones
- Pterostylis taurus M.A.Clem. & D.L.Jones
- Pterostylis tenuicauda Kraenzl.
- Pterostylis tenuis (D.L.Jones) G.N.Backh.
- Pterostylis tenuissima Nicholls
- Pterostylis thulia (D.L.Jones) Janes & Duretto
- Pterostylis timorensis Schuit. & J.J.Verm.
- Pterostylis timothyi (D.L.Jones) Janes & Duretto
- Pterostylis torquata D.L.Jones
- Pterostylis tristis Colenso
- Pterostylis trullifolia Hook.f.
  - var. gracillis
  - var. trullifolia
- Pterostylis truncata Fitzg.
- Pterostylis tunstallii D.L.Jones & M.A.Clem.
- Pterostylis turfosa Endl. in J.G.C.Lehmann
- Pterostylis uliginosa D.L.Jones
- Pterostylis umbrina (D.L.Jones) G.N.Backh.
- Pterostylis venosa Colenso
- Pterostylis ventricosa (D.L.Jones) G.N.Backh.
- Pterostylis vernalis (D.L.Jones) G.N.Backh.
- Pterostylis viriosa (D.L.Jones) R.J.Bates
- Pterostylis vitrea (D.L.Jones) Bostock
- Pterostylis vittata Lindl.
- Pterostylis wapstrarum D.L.Jones
- Pterostylis williamsonii D.L.Jones
- Pterostylis woollsii Fitzg.
- Pterostylis xerophila M.A.Clem.
- Pterostylis ziegeleri D.L.Jones

## Nothospecies
- Pterostylis × conoglossa Upton
- Pterostylis × furcillata Rupp
- Pterostylis × ingens (Rupp) D.L.Jones
- Pterostylis × toveyana Ewart & Sharman